# Schlans
Schlans (, toponimo romancio e tedesco) è una frazione di 71 abitanti del comune svizzero di Trun, nella regione Surselva (Canton Grigioni).

## Geografia fisica
Il paese sorge su un'altura che sovrasta il versante sinistro del Reno Anteriore.

## Storia

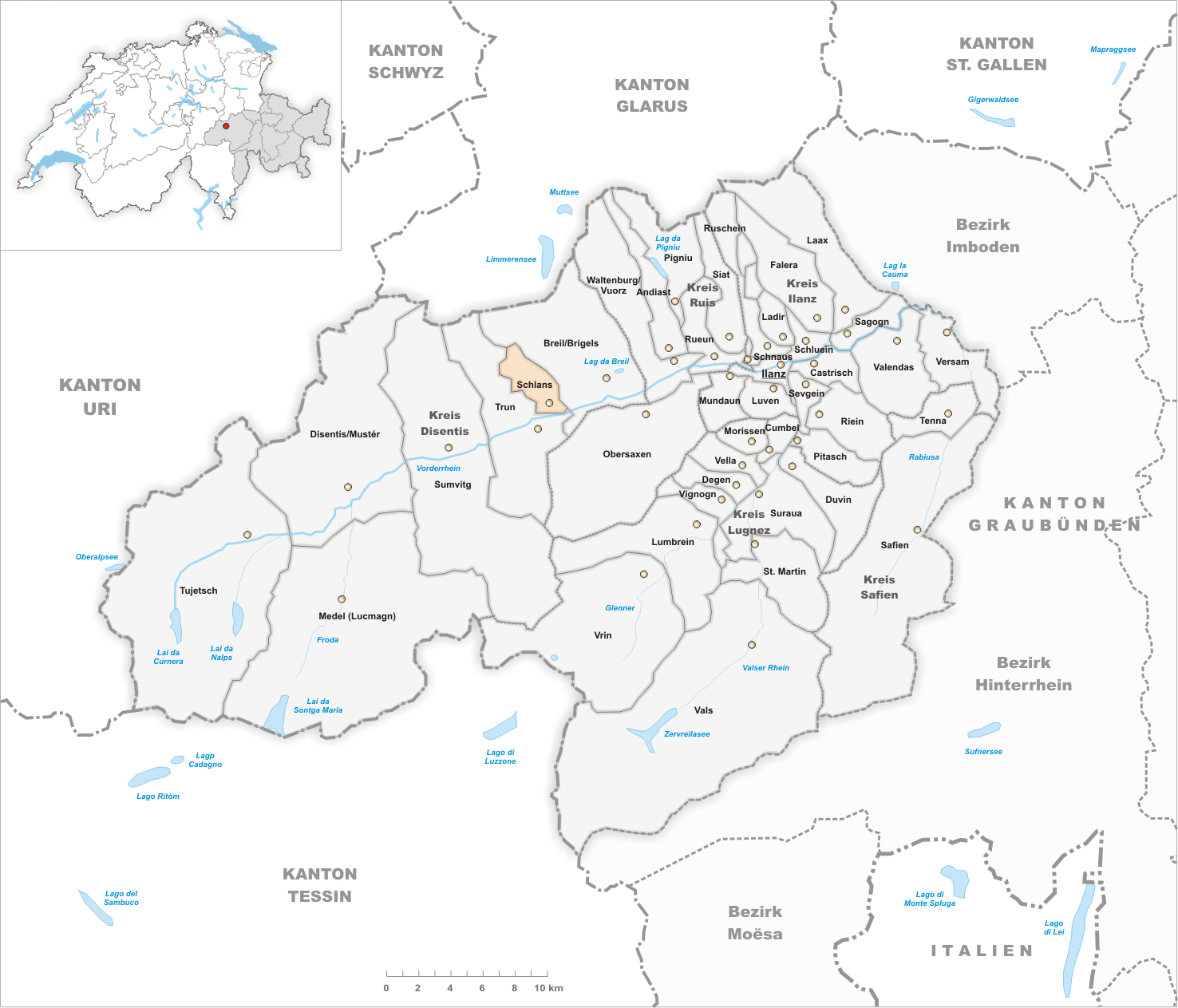
Il territorio del comune di Schlans prima degli accorpamenti comunali del 2012

Già comune autonomo che si estendeva per 8,83 km², il 1º gennaio 2012 è stato aggregato al comune di Trun.

## Monumenti e luoghi d'interesse
- Chiesa parrocchiale cattolica di San Giorgio, attestata dal 998[1];
- Rovine della torre di Schlans, edificata nel 1200 circa[1];
- Rovine della fortezza di Salons, edificata nel 1200 circa[1].

## Società

### Evoluzione demografica
L'evoluzione demografica è riportata nella seguente tabella:
Abitanti censiti

### Lingue e dialetti
Nel 2000 l'80% della popolazione parlava la lingua romancia.